# Omar Delgado Gómez
Omar Delgado Gómez Piedrahita, né le 21 janvier 1941, est un arbitre colombien de football.
Il est connu pour avoir expulsé, lors du match Zaïre-Yougoslavie, un zaïrois (Mulamba Ndaye), alors qu’il n’avait pas fait de faute au lieu de Ilunga Mwepu. Il est suspendu plusieurs mois pour cela.

## Carrière
Il officie dans des compétitions majeures : 
- Copa Libertadores 1969 (finale retour)
- Coupe du monde de football de 1974 (1 match)
- Copa América 1975 (1 match)